# Tropidophorus guangxiensis
Tropidophorus guangxiensis — вид сцинкоподібних ящірок родини сцинкових (Scincidae). Ендемік Китаю.

## Підвиди
Виділяють два підвиди:
- Tropidophorus guangxiensis guangxiensis Wen, 1992;
- Tropidophorus guangxiensis hongjiangensis Guo et al., 2021[3].

## Поширення і екологія
Tropidophorus guangxiensis мешкають на півдні Китаю, в провінціях Гуансі і Хунань. Вони живуть у вологих тропічних лісах, на берегах струмків.